# シアン化アンモニウム
シアン化アンモニウム（シアンかアンモニウム、英: Ammonium cyanide）は無機化合物の一種。分子式はNH4CN.

## 用途
有機合成化学で使用されるが、不安定であるため通常は市販されていない。

## 製法
低温のアンモニア水にシアン化水素を吹き込むことにより得られる。
HCN + NH3(aq) → NH4CN(aq)
シアン化カルシウムと炭酸アンモニウムとの反応によっても作りだすことができる。
Ca(CN)2 + (NH4)2CO3 → 2 NH4CN + CaCO3
乾燥状態で、シアン化カリウムまたはフェロシアン化カリウムと塩化アンモニウムを混合・加熱し、蒸気を凝縮するとシアン化アンモニウムの結晶が得られる。
KCN + NH4Cl → NH4CN + KCl

## 反応
分解により、アンモニアとシアン化水素を生じる。しばしば、シアン化水素の黒色のポリマーを形成する。
NH4CN → NH3 + HCN
金属塩の水溶液中では複分解反応を受ける。グリオキサールとの反応ではグリシンを生じる。
NH4CN + (CHO)2 → NH2CH2COOH + HCN
ケトンと反応させるとアミノニトリルが得られる。
NH4CN + CH3COCH3 → CH3C(NH2)(CN)CH3 + H2O

## 毒性
固体や水溶液は強い毒性を持ち、摂取により死亡する場合もある。固体は、猛毒のシアン化水素とアンモニアとに分解する。

## 化学組成
元素組成: 水素 9.15%、炭素 27.23%、窒素 63.55%
シアン化アンモニウムは、塩を加熱して分解生成物を補足することにより分析することができる。水溶液においては、シアン化物イオンは、硝酸銀滴定法またはイオン選択電極法、アンモニアは滴定法または電極法で分析する。